# 北川真也
北川 真也（きたがわ しんや、1978年4月15日 - ）は、日本の経営者。三重県出身。株式会社ファジアーノ岡山スポーツクラブ代表取締役会長。
父親は元衆議院議員、元三重県知事の北川正恭。

## 来歴
三重県で生まれ、東京都で育つ。16歳の時に父親が三重県知事となったが、自身は引き続き東京に残った。高校在学時は野球部に所属していた。
2003年、明治大学政治経済学部を卒業後、早稲田大学大学院公共経営研究科教授に就任した父・正恭が設立した個人事務所に秘書兼事務所スタッフとして入る。北川正恭事務所時代に経済産業省から東京ヴェルディ1969の強化部という経歴を持つ池上三六に知遇を得る。その後、池上がファジアーノ岡山FCの強化部に入ったことがきっかけで、2008年に運営会社である株式会社ファジアーノ岡山スポーツクラブに入社。入社して最初に法人営業担当に回された。この年にクラブはJリーグ加盟が承認され、翌2009年からのJ2リーグ参加が決定した。
社長室経営企画特命プロジェクトリーダー、ホームタウン推進（法人）部長を経て、2018年、木村正明の退任及びJリーグ専務理事就任に伴い、3月27日付で代表権のない取締役社長に就任。翌2019年2月1日付で代表取締役社長に就任した。社長就任後の2018年9月にCRM事業部を立ち上げて集客に力を入れている。
2024年2月1日、同年3月27日付で代表取締役会長に就任し、後任の社長に森井悠が就任することが発表された。